# 裸頭突吻鱈
裸頭突吻鱈，為輻鰭魚綱鱈形目鼠尾鱈科的其中一種，分布於北太平洋日本至加拿大卑詩省海域，體長可達43公分，屬深海底棲性魚類，深度可達3750公尺，棲息在底層水域，生活習性不明。

## 扩展阅读
維基物種上的相關：裸頭突吻鱈